# Reyer Venezia 1970-1971
Questa voce raccoglie le informazioni riguardanti la Reyer Venezia nelle competizioni ufficiali della stagione 1970-1971.

## Stagione
La Splügen Reyer Venezia disputa il campionato di Serie A terminando al 5º posto (su 12 squadre) e arrivando ai quarti di finale di coppa Italia.

## Rosa 1970-71
- Ubiratan Maciel
- Enzo Trevisan
- Waldi Medeot
- Giuseppe Bigatello
- Emanuel Guadagnino
- Massimo Villetti
- Marino Zavagno
- Gabriele Vianello
- Alberto Merlati
- Guido Vaccher

Allenatore:
- Giulio Geroli